# Сімгана II
Сімгана (Сінгхана) II (каннада ಇಮ್ಮಡಿ ಸಿಂಘಣ; бл. 1186–1246/1247) — 3-й чакравартін Держави Сеунів в 1200–1246/1247 роках. За його панування відбулося найбільше розширення володінь: від Нармади на півночі до Тунґабгадри на півдні; від Аравійського моря на заході до західної частини Андхра-Прадеш на сході

## Життєпис
Син Джайтугі. Брав участь у військових кампанії проти Какатіїв у 1194—1198 роках. Близько 1200 року посів трон. Невдовзі розпочав війну проти держави Хойсалів, бажаючи взяти реванш за поразку свого діда Бхілами V. Вона являла собою низку походів проти Віра Балали II, який в цей час воював з Кулотунгою Чола III. Успішно воював проти Віджаясімхи Калачура, магараджахіраджи Чеді.
1202 року зайняв землі на південь від річки Малабрабхи, яка до того була кордоном між державами. Близько 1206 року завоював частину сучасного району Біджапуру, де поставив намісником Кешавадеві. До 1212 року зайняв сучасні округи Анантапур, Белларі, Чітрадурга та Шимога, про що свідчать відповідні написи. Близько 1213 року Сімгана II захопив більшу частину сучасного району Дхарвад, про що свідчить напис, знайдений у Гадагу. Наслідком також стало те, що васали Хойсалів — династія Ратта (правителів Савадаті) — визнала зверхність Сеунів. 1215 року вдалося захопити Банавасі, де намісником став Сарвадхікарін Майдева. До 1220 року Сімгана II завершив завоювання території на північ від річки Тунґабгадри.
При цьому 1204 року відправив війська проти Малави, правитель якої був союхником Хойсалів. В цей час Субхатаварман Парамара, магараджахіраджа Малави, зайняв регіон Лата, що належав државі Гуджара. Наслідком атаки Сеунів став війдступ Парамара до власних володінь.
Водночас 1210 року Бходжа II Шилахара, раджахіраджа Колхапура, атакував володіння Сеунів, зайнявши його частину до 1215 року. 1216 року Сімгана II пеерйшов у наступ, завдав поразки військам Шилахара, внаслідко чого Бходжа II втік до фортеці Панхала. Епіграфічні дані свідчать про те, що володіння Шилахара, включаючи столицю Колхапур, було приєднано до Держави Сеунів. Тут було призначено намісника Тайлану, який у 1217—1218 роках зміцнив Колхапур, звівши нову браму.
1215 року виступив проти Арджунавармана I Парамара, магараджахіраджа Малави, який зайняв регіон Лата. В першій кампанії війська Сеуни зазнали поразки, а в другій — Сімгана II переміг супротивника, зайнявши Лату. Напис з Тілуваллі свідчить, що правитель Сеунів упокорив володаря Малави. Ймовірно Арджунаварман I вимушен був визнати зверхність Сімгани II. Але через декілька років вимушен був залишити Лату внслідок ударів Лаванпрасади, полководця Бгіми II Соланка, магараджахіраджи Гуджари.
1220 року вдалося знову підкорити Лату, де було повставлено васалом Сіндхураджу Шанкху. За цим відправив військо на підкорення держави Гуджара, проет похід виявився невдалим. 1228 року було втрачено Лату, але вже 1229 року військо Сеунів його відвоювали. Боротьба за Лату тривала до 1232 року, коли зрештою Бгіма II визнав зверхність Сімгани II над цим регіоном.
Разом з тим продовжився наступ на південний захід. 1228 року було повалено династію ратта, а її володіння було перетворено на провінцію. За цим до початку 1230-х років було підкорено династії Гутти, магарадж Дхарвада, Кадамба, магарадж Хангалу та Кадамба, магарадж Гоа. 1237 року придушено повстання гутта, а володіння цієї династії було приєднано до Держави Сеуна.
Десь у серередині 1230-х років в лату вдерся Васудева (син Лаванпрасади), який до 1237 року відвоював цей регіон. війська Сеунів, що були відволічені на півдні та проти Калачура з Трипірі та Ратнапури, не мали змогли потужно протидіяти. Разом з тим вдалося розширити володіння на північний схід за рахунок Калачура.
Відомі також грабіжницькі походи до регіонів Анга і Ванга (на півночі, до річки Ганг), а також проти династії Кадава, які не мали жодних наслідків. Помер у листопаді або грудні 1246 року (за іншими підрахунками у жовтні 1247 року). Йому спадкував онук Крішна I.

## Культурна діяльність
При своєжму дворі створив ґурток літераторів та митців. Сімгана II був автором коментаря до «Сангіта-ратнакара» (твору про музику) придворного поета Сарангадеви. Надавав підтримку астрономам Анантадеві й Чангадеві (онука Бхаскари II). Перший був автором коментаря до «Брагмаспхута-сідханти» Брахмагупти та «Бріхат-джатака» Варахаміхіри. Чангадева заснував школу астрономії в місті Патана.